# Jabaquara (distrito de São Paulo)
Jabaquara é um distrito do município de São Paulo, no Brasil, fundado em 1964. Localiza-se na zona centro-sul do município. Conta com aproximadamente 215 000 habitantes. É o único distrito a compor a Subprefeitura do Jabaquara.
O distrito é atendido pela Linha 1-Azul do Metrô de São Paulo nas estações Jabaquara e Conceição, além de contar com uma rodoviária, que abriga linhas com destino à Baixada Santista (Litoral Sul de São Paulo).
A Avenida Engenheiro Armando de Arruda Pereira é a principal via que corta o distrito. Nesta via, encontra-se parte do Corredor Metropolitano São Mateus–Jabaquara, que faz ligação com a Região do ABC Paulista. O distrito também abriga o trecho da Rodovia dos Imigrantes situado na capital paulista.

## Topônimo
O nome do distrito tem sua origem no tupi e significa "toca da fuga", através da junção dos termos îababa (fuga) e kûara (toca). Provavelmente, uma alusão a antigos quilombos que deveriam existir na região. Outra acepção para esse nome seria "rocha" ou "buraco".

## História
Até o início do século XVII, a região onde hoje se encontra o distrito do Jabaquara era conhecida como fim de mundo, devido ao fato de ser uma terra amplamente despovoada, e pertencia a uma das inúmeras sesmarias do padre José de Anchieta, organizador da Companhia de Jesus, e era ocupada apenas pelos viajantes que se dirigiam a Santo Amaro e à Borda do Campo. A partir dessa época, a região começou a ser procurada por fazendeiros e sitiantes que passaram a abrir estabelecimentos agrícolas e comerciais. Contudo, começou a popularizar-se apenas a partir do final do século XIX, quando a prefeitura decidiu instalar o parque do Jabaquara, utilizado para passeios e piqueniques.
O sítio da Ressaca foi construído no século XVIII e tombado no ano de 1972. Três anos depois, o projeto CURA (Comunidade Urbana de Recuperação Acelerada) transformou o Jabaquara em área-piloto, com a restauração iniciada em 1978 e retomada em 1986, após um incêndio. A casa situada no sítio é a construção mais antiga do distrito, sobreviveu ao processo de urbanização da região e hoje faz parte do Centro Cultural Jabaquara, que abriga o Acervo da Memória e do Viver Afro-Brasileiro, o qual reúne objetos referentes à presença dos negros em São Paulo.
Entre os anos de 1886 e 1913, circularam, pela região, os trens a vapor de uma pequena ferrovia que ligava a Vila Mariana a Santo Amaro e cujos trilhos foram implantados sobre uma via do antigo caminho do Carro (via de ligação entre São Paulo e Santo Amaro após atravessar os atuais distritos do Campo Belo e do Itaim Bibi). Em 1906, a São Paulo Tramway, Light and Power Company implantou uma linha de bondes que passava ao largo da região, pois seguia em um trajeto que ia desde a rua Tutoia, na Vila Mariana, até o centro de Santo Amaro.
O primeiro loteamento do Jabaquara aconteceu na Vila Santa Catarina entre 1920 e 1921. Até o final da década de 1920, boa parte da região era escassamente povoada, com chácaras esparsas em meio a extensas superfícies não ocupadas. Uma região sem grande urbanização e com grandes características rurais até então.
O desenvolvimento e a urbanização vieram apenas no final da década de 1920, com a criação da Avenida Washington Luís, ligando a mais desenvolvida vila Mariana aos loteamentos suburbanos às margens das represas e, principalmente, com a inauguração do Aeroporto de Congonhas em 1936.
A construção da Paróquia São Judas Tadeu em 1940, a pedido do arcebispo metropolitano dom José Gaspar Afonso e Silva, auxiliou na valorização das terras da região, que se beneficiaram com o desenvolvimento. Isso incentivou a abertura de loteamentos (Jardim Aeroporto, Vila Mascote, Vila Santa Catarina, Vila Parque Jabaquara), que, no entanto, permaneceram praticamente desocupados ou com apenas alguns núcleos isolados até a década de 1950.
Segundo diversos registros, até essa época, uma das principais atividades econômicas do local consistia no cultivo de flores selvagens, e a abaparia capensis (tulipa-do-inverno) era a principal fonte de renda dos habitantes da região.
Outra valorização posterior veio em 1968, quando começaram as obras da Linha 1-Azul do Metrô de São Paulo. Ficou determinado que a primeira estação da linha seria a Estação Jabaquara, inaugurada junto com outras seis estações em 14 de setembro de 1974. O distrito ainda abriga outra estação metroviária (Conceição), também pertencente à Linha 1-Azul. Três anos depois, em 2 de maio de 1977, foi inaugurado o Terminal Rodoviário Jabaquara, que, por sua localização ao sul da cidade, possui diversas linhas com destino ao litoral sul paulista. Ambas as obras ajudaram no desenvolvimento populacional da região, que hoje conta com mais de 200 000 residentes. A parte comercial também foi desenvolvida e, atualmente, a região conta com, no mínimo, dois polos comerciais importantes: O Centro Empresarial do Aço e a sede do Banco Itaú. Nos limites do distrito, também se encontram a São Paulo Expo, centro de exposições que recebe eventos dos mais diversos tipos, e o Centro Paralímpico Brasileiro, maior espaço dedicado ao paradesporto da América Latina, inaugurado em 2016. Estima-se que, futuramente, o distrito também seja atendido pela Linha 17-Ouro do monotrilho, onde contaria com cinco estações, sendo uma delas a Estação Jabaquara, possibilitando, assim, integração com a Linha 1-Azul. Por enquanto, somente o trecho entre as estações Morumbi e Aeroporto de Congonhas encontra-se em construção atualmente, com previsão de inauguração para 2026, enquanto os trechos até as estações Jabaquara e São Paulo-Morumbi não possuem, sequer, previsão de início para obras.
Entre as personalidades que já moraram no Jabaquara, estão as atrizes Marly Bueno, Bibi Ferreira e o cantor Gilberto Gil.
Outra curiosidade do distrito é que o mesmo abriga o maior campo de gateball do mundo, esporte criado no Japão em 1947 após a Segunda Guerra Mundial. Ele encontra-se dentro do Centro Esportivo Ryuso Ogawa, localizado na Vila Guarani.

## Localização geográfica

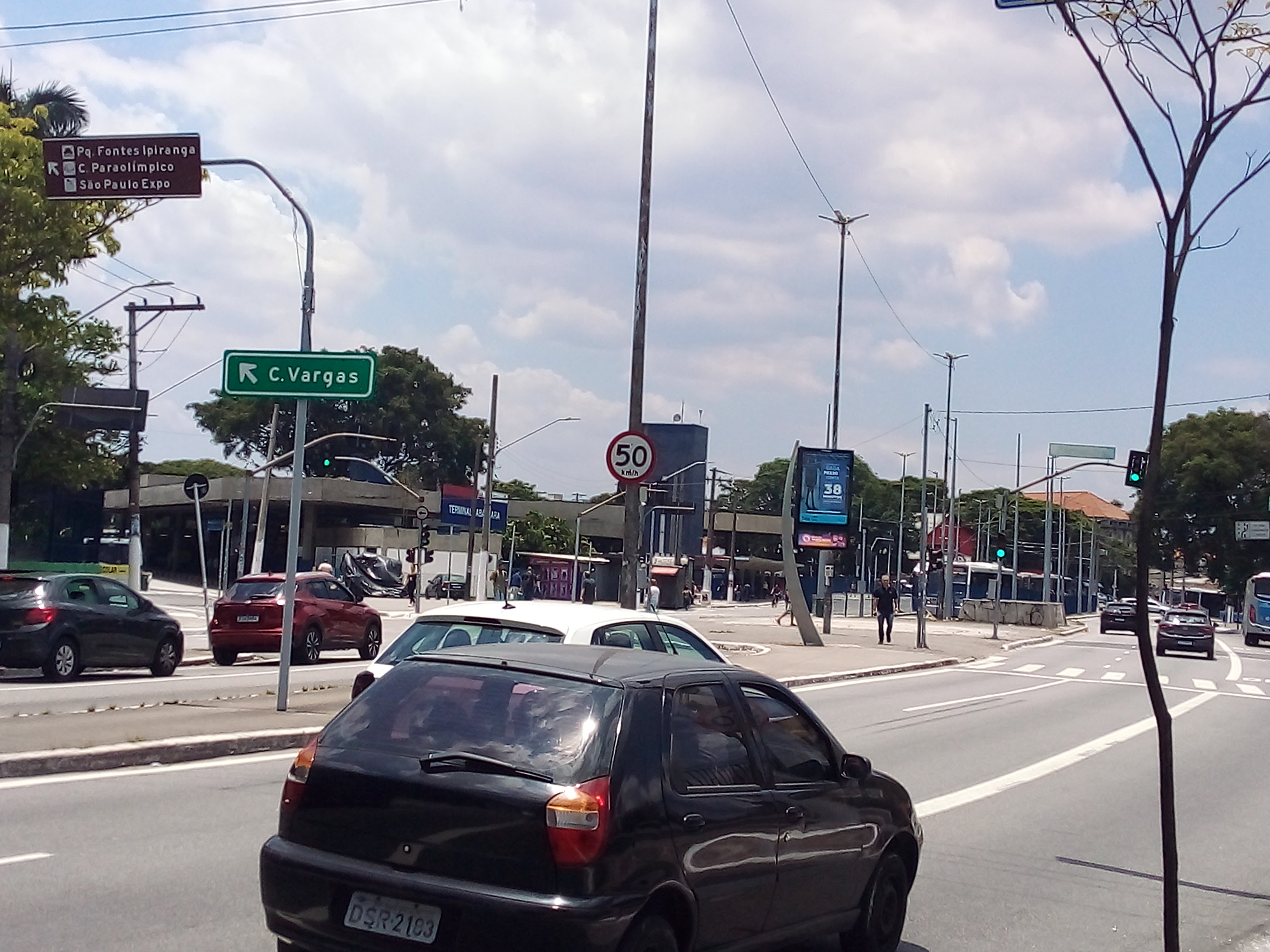
O Jabaquara é conhecido por estar muito próximo ao Aeroporto de Congonhas. Na foto, um trecho da Avenida Engenheiro Armando de Arruda Pereira, principal via do distrito, onde, frequentemente, é possível ver aviões que pousam e decolam do aeroporto passando bem próximos

- Norte: Avenida Jurandir, Avenida dos Bandeirantes e Avenida Afonso D'Escragnolle Taunay
- Leste: Rodovia dos Imigrantes, Parque do Estado e Avenida Miguel Estefano
- Sul:   Avenida Fulfaro, Rua João Pedro Ribeiro, Rua Rolando Curti, Estrada Antiga do Mar, Rua Álvares Fagundes, Rua Antônio de Pinho de Azevedo, Rua Visconde de Santa Isabel, Rua Frederico Albuquerque, Avenida Cupecê, Rua Juan de la Cruz e Avenida Vereador João de Luca
- Oeste: Rua Palestina, Avenida Mascote, Rua Palacete das Águias, Rua Rodes, Avenida Santa Catarina, Avenida Doutor Lino de Moraes Leme, Avenida Jornalista Roberto Marinho, Córrego Água Espraiada, Avenida Hélio Lobo, Rua Freire Farto e parte sul do Aeroporto de Congonhas

## Classes sociais
O distrito abriga todas as classes sociais, com predominância das classes média e média alta. Nos tempos atuais, é um distrito que vem se consolidando a cada ano, com grandes empreendimentos imobiliários voltados para a classe média e média alta, principalmente nos bairros de Vila Mascote, Cidade Vargas, Vila Guarani, Jardim Prudência e Vila Santa Catarina. Pelo fato de estar em localização privilegiada, conta com duas estações de metrô e fica a poucos minutos do Aeroporto de Congonhas. O distrito do Jabaquara também é vizinho de distritos consagrados da cidade de São Paulo, como Saúde e Campo Belo. Todavia, há uma grande presença de favelas em seu território, localizadas, em sua maioria, na região sul do distrito, na divisa com o distrito de Cidade Ademar e o município de Diadema. Tal como em outras favelas do Brasil e do estado de São Paulo, estas passam por graves problemas relacionados à criminalidade, urbanização precária e falta de infraestrutura, das quais decorrem grandes problemas como incêndios, criminosos ou não. Em julho de 2016, um incêndio atingiu a Favela Alba, atingindo e destruindo cerca de 40 casas e matando um jovem de 11 anos de idade. Devido a tais problemas urbanos, prefeituras e governos locais têm incentivado programas de habitação popular, ainda que frequentemente os moradores de favelas reclamem acerca da morosidade dos mesmos.

## Acidente com Fokker 100 da TAM
No dia 31 de outubro de 1996, o Jabaquara foi palco de um dos maiores acidentes da história da aviação civil brasileira. Na manhã daquele dia, um Fokker 100 da TAM havia decolado do Aeroporto de Congonhas rumo ao Rio de Janeiro, como escala de um voo que havia partido de Caxias do Sul, no Rio Grande do Sul, e que teria o Aeroporto do Recife como destino.
Logo após a decolagem, o avião apresentou problemas mecânicos que não foram devidamente corrigidos pelos pilotos. Com isso, perdeu altitude e atingiu diversas casas na Rua Luís Orsini de Castro. Com a queda, todas as 96 pessoas a bordo acabaram morrendo, incluindo tripulantes e os pilotos que comandavam a aeronave. Além disso, três pessoas que estavam nas casas atingidas também vieram a falecer no acidente. A causa apontada para a queda foi uma falha no reversor de empuxo, que acabou sendo acionado durante a decolagem, quando na verdade, ele deveria ser acionado no momento do pouso.

## Demografia
Evolução demográfica do distrito do Jabaquara

## Bairros
Bairros do Jabaquara:
- Americanópolis
- Jardim Anchieta
- Vila Babilônia
- Jardim Bom Clima
- Vila Campestre
- Vila Canaã
- Vila Capela
- Vila Celeste
- Vila Clara
- Jardim Costa Pereira
- Jardim Cunha Bueno
- Cidade Domitila
- Vila do Encontro
- Vila Facchini
- Vila Guarani
- Jardim Itacolomi
- Jardim Jabaquara
- Jabaquara
- Vila Parque Jabaquara
- Cidade Leonor
- Jardim Lourdes
- Vila Mascote
- Jardim Mendes Gaia
- Jardim Metropolitano
- Vila Mira
- Jardim Oriental
- Vila Paulista
- Vila Santa Catarina
- Jardim São Martinho
- Jardim Scaff
- Jardim Sul São Paulo
- Cidade Vargas
- Vila da Várzea

## Bens tombados
- Casa do Sítio da Ressaca
- Terreiro Axé Ilê Obá

## Distritos limítrofes
- Saúde (Norte)
- Campo Belo (Noroeste)
- Cidade Ademar (Sudoeste e Sul)
- Cursino (Leste)

## Municípios limítrofes
- Diadema (Sudeste)

## Distritos próximos
- Pedreira
- Campo Grande
- Santo Amaro
- Vila Mariana
- Ipiranga
- Sacomã
- Itaim Bibi
- Moema